# Pawel Grigorjewitsch Ljubimow
Pawel Grigorjewitsch Ljubimow (russisch Павел Григорьевич Любимов; * 7. September 1938 in Moskau; † 23. Juni 2010 ebenda) war ein russischer Regisseur und Drehbuchautor.

## Leben
Ljubimow schloss 1962 an der Fakultät für Regie am Russischen Filminstitut ab und wurde bereits 1964 – ab nun für das Maxim Gorki Studio arbeitend – für Tjotka s fijalkami beim Krakauer Filmfestival ausgezeichnet. Ljubimow wurde für sein Aufgreifen aktueller Themen in seinen 14 Filmen bekannt, unter denen Die Neue (1968) und Der Pfadfinder (1987) – nach James Fenimore Cooper – die bekanntesten sind.
Im Jahr 2000 wurde er als Verdienter Künstler der Russischen Föderation ausgezeichnet.

## Filmografie (Auswahl)
- 1964: Tjotka s fijakalmi
- 1968: Die Neue (Nowenkaja)
- 1987: Der Pfadfinder (Следопыт)